# NGC 272
NGC 272 (również OCL 312) – grupa gwiazd znajdująca się w gwiazdozbiorze Andromedy, klasyfikowana jako gromada otwarta lub asteryzm. Odkrył ją Heinrich Louis d’Arrest 2 sierpnia 1864 roku. Znajduje się w odległości ok. 3483 lat świetlnych od Słońca oraz 29,7 tys. lat świetlnych od centrum Galaktyki.